# Joseph Vinoy
Joseph Vinoy (10 de agosto de 1803 - 27 de abril de 1880) fue un soldado francés.

## Biografía

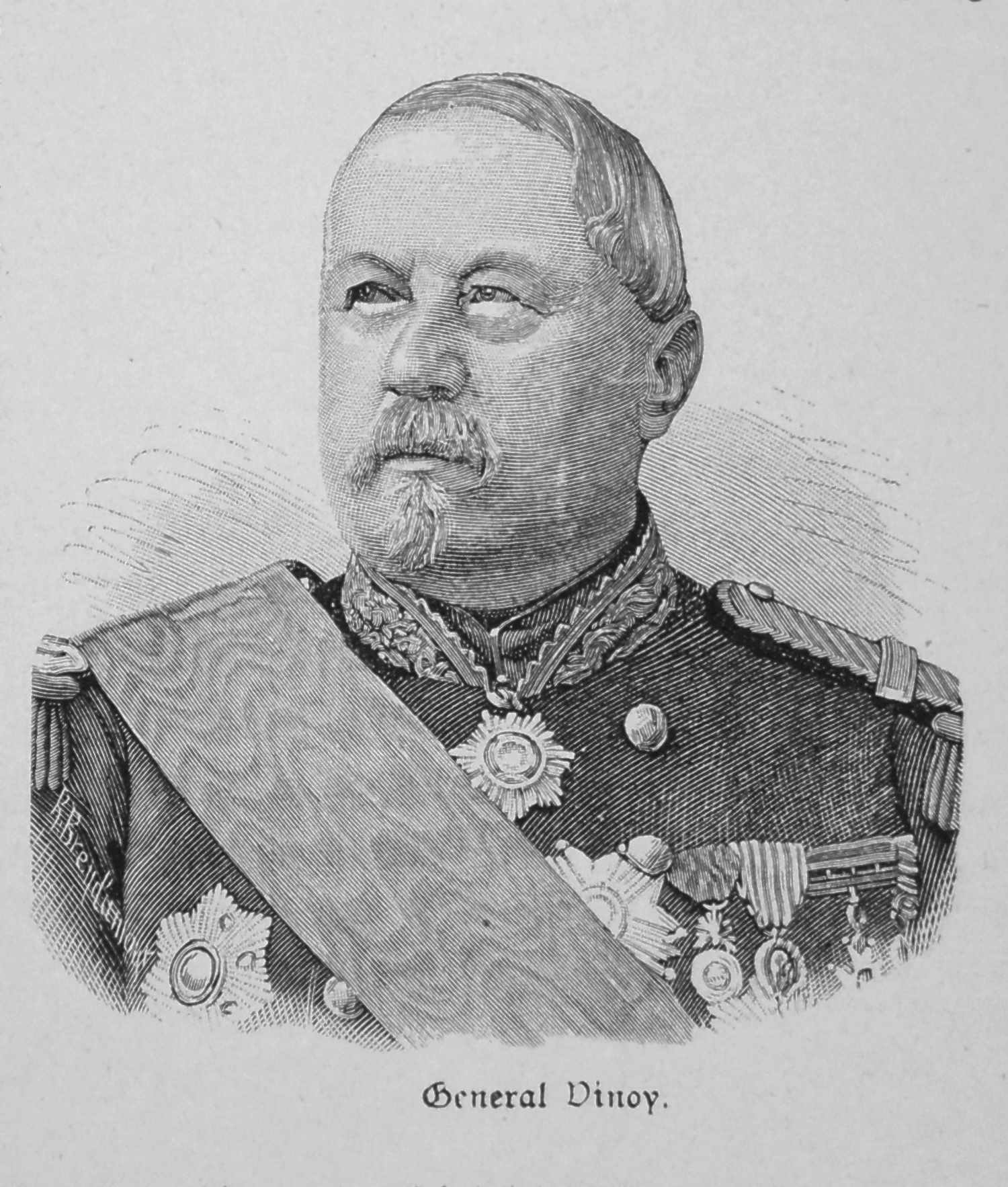
Joseph Vinoy

Originalmente intentó unirse a la Iglesia, pero, después de varios años en el seminario, se decidió por una carrera militar y se unió al Ejército francés en 1823. Como sargento en el 14.º Regimiento de infantería de línea, tomó parte en la expedición en Argelia de 1830. Obtuvo su comisión en la captura de Argel y en las subsiguientes campañas alcanzó el grado de Coronel. Retornó a Francia en 1850. En la Guerra de Crimea, sirvió a las órdenes de François Certain Canrobert como general de brigada. Por su brillante conducta en la Batalla de Malakoff en 1855 fue ascendido a General de división. Después lideró una división en el cuerpo de Adolphe Niel en la Batalla de Solferino.
Retirado a cuenta de su edad en 1865, fue rellamado al servicio activo al estallar la Guerra franco-prusiana en 1870. Después de los primeros reveses fue hecho jefe del XIII Cuerpo de Ejército, que no llegó a tiempo al frente para estar involucrado en la catástrofe de Sedán. Por una habilidosa retirada consiguió retirar su cuerpo intacto a París el 7 de septiembre. Durante el Sitio de París, Vinoy comandaba el III Ejército operando en el lado sur de la capital y tomó parte en todas las acciones en esa zona. Tras la dimisión de Louis Jules Trochu fue seleccionado como comandante supremo, en cuya calidad negoció la rendición francesa.
Durante la Comuna de París, sostuvo importantes mandos en el ejército de Versalles, ocupando las Tullerías en llamas y el Louvre el 23 de mayo de 1871. Subsiguientemente fue hecho Gran Canciller de la Legión de Honor.
Vinoy escribió varias memorias de la Guerra franco-prusiana: Operations de l'armée pendant le siege de Paris (1872); L'Armistice et la commune (1872); y L'Armée française (1873).
La Municipalidad de Vinoy en Quebec, Canadá, fue nombrada en su honor (desde 1996 es parte de la Municipalidad de Chénéville).